# Air Exel

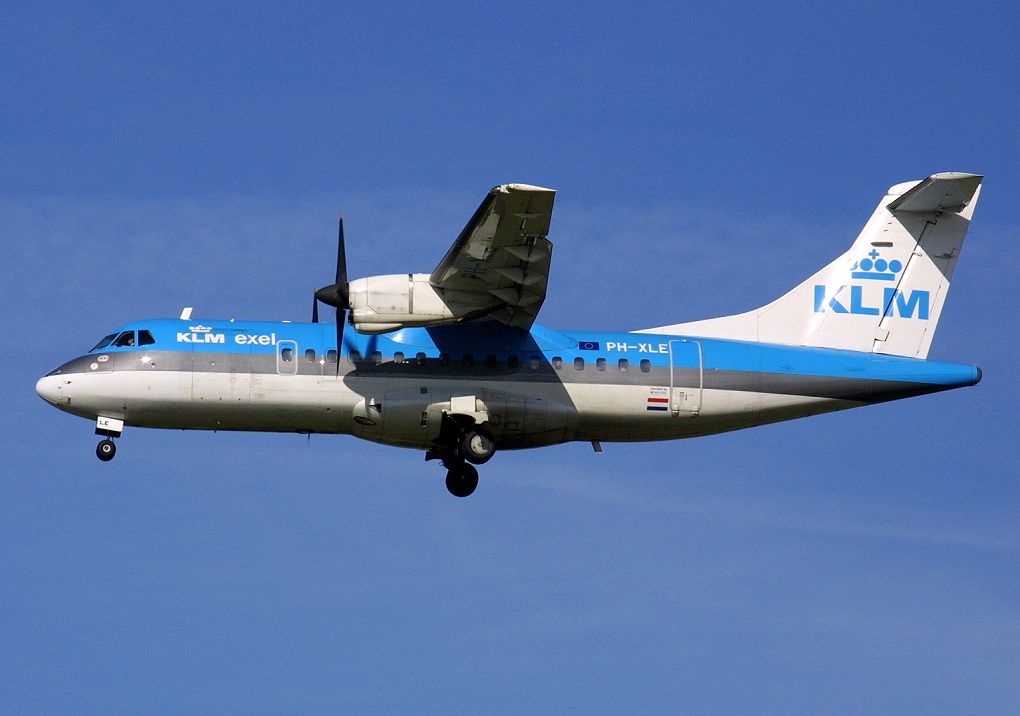
ATR 42 van Air Exel

Air Exel was een Nederlandse luchtvaartmaatschappij. Het bedrijf werd opgericht op 26 april 1991 en startte 5 dagen later operaties. Het bedrijf stopte operaties op 6 november 2004 en werd uiteindelijk opgeheven in januari 2005. De maatschappij vloog voornamelijk vanaf Eindhoven Airport en Maastricht Aachen Airport.

## Geschiedenis van Air Exel
Air Exel werd opgericht door zakenman en luchtvaartenthousiast Roberto Stinga. Nadat KLM Cityhopper in 1990 de lijndiensten Maastricht - Amsterdam en Maastricht - London-Gatwick beëindigde, zag hij wel potentieel in deze door KLM als verlieslijdend aangemerkte luchtroutes. Met één, later twee, voormalige Franse Embraer EMB 120 Brasilia toestellen startte hij in 1991 met lijndiensten en wist dit succesvol uit te bouwen.
Gedurende de jaren negentig opereerde Air Exel in samenwerking met KLM deze lijndiensten. Air Exel opereerde toen onder de naam KLM Exel. De maatschappij groeide uit tot een luchtvaartbedrijf met drie Brasilia toestellen en (uiteindelijk) twee nieuwe Embraer ERJ-145 jets. Algemeen directeur Stinga was altijd tegen de aanschaf van straalvliegtuigen, omdat hij van mening was dat 'passagiers propellers wilden zien draaien', aldus een interview in het informatieblad van thuishaven Maastricht Aachen Airport. Uiteindelijk besloot hij toch straalvliegtuigen aan te schaffen vanwege de stijgende vraag naar moderner materieel en de stijgende brandstofkosten. Tevens werden her en der toestellen gehuurd om in te springen bij grote drukte of onderhoud van de eigen vloot.
Air Exel ging weg van de traditionele aankoop van Embraer-vliegtuigen en breidde in 1999 haar vloot uit met 2 nieuwe ATR 42-toestellen zodat de totale vloot 10 vliegtuigen zou tellen. De ATR’s werden ingezet op de routes Maastricht-Amsterdam, Eindhoven-Parijs Charles de Gaulle, Antwerpen-Amsterdam en Eindhoven-Amsterdam. De nieuwe toestellen werden, net zoals de andere 3 ATR toestellen, geleased van ATR. Deze vliegtuigen konden meer passagiers vervoeren. Maar aan de andere kant werden ook 2 routes geschrapt, namelijk Amsterdam-Groningen en Amsterdam-Enschede. Deze routes leden structureel verlies en zijn eind maart 1999 stopgezet.
Begin 2001 lieerde Air Exel zich met de Exel Aviation Group van Erik de Vlieger, waarna het bedrijf spectaculair werd uitgebreid, ondanks de malaise in de luchtvaart na 11 september. Zo begon de maatschappij lijndiensten naar verschillende nieuwe Europese bestemmingen (zoals Berlijn) en begon het zijn activiteiten uit te breiden naar Eindhoven Airport. Op de luchthaven bij Maastricht werd een nieuw hoofdkantoor gebouwd.
In 2002 ging KLM Exel in opdracht van Cameroon Airlines vliegen. Dit zorgde ervoor dat zestien van de 22 vliegers voor wie ontslag was aangevraagd toch in dienst konden blijven. De activiteiten van KLM Exel liepen fors terug door de aanslagen op 11 september in de Verenigde Staten. Omdat KLM Exel in Afrika aan de slag ging, werd een verliesgevende lijndienst van Maastricht naar München per 21 april stopgezet. Eind juni 2002 werd ook de verbinding Antwerpen-Amsterdam geschrapt, die al 35 jaar door meerdere vliegmaatschappijen werd onderhouden.
KLM Exel schrapte op 22 april 2003 de vluchten naar Londen Stansted omdat de concurrentie te hevig was waardoor de luchtvaartmaatschappij de route naar Stansted niet meer met winst kon exploiteren.
De situatie bij KLM Exel werd er niet beter op want op 10 februari 2004 werd er door de piloten van KLM Exel bekend gemaakt dat op 16 februari zou worden gestaakt, met het doel om met de directie goede afspraken te maken over de rechtspositie en de arbeidsvoorwaarden van het personeel. Echter de volgende dag kwam KLM Exel met een positief antwoord op de vraag van de piloten waardoor de staking voorkomen werd. Er werd afgesproken dat binnen 5 weken de afspraken over de collectieve arbeidsovereenkomst afgerond zouden zijn.
De franchiseoperatie KLM Exel werd vanaf 6 november 2004 beëindigd. Vanaf die datum werden de vluchten vanuit Eindhoven naar London Heathrow, Parijs Charles de Gaulle en Hamburg onder de eigen naam en vluchtnummers van Air Exel uitgevoerd. Air Exel zou de vluchten tussen Maastricht en Amsterdam Schiphol tot en met 26 maart 2005 blijven uitvoeren, welke daarna door KLM cityhopper zouden worden uitgevoerd.
De arrestatie op 8 december 2004 van een topman van de Exel Aviation Group, tastte het imago van Exel Air aan. Hij werd verdacht van onder andere witwaspraktijken, afpersing en valsheid in geschrifte. Het bleef een en al chaos bij de Exel Aviation Group, meerdere mensen zeggen hun positie op en personeel dwaalt door de gangen. Er ontstaat ophef en onrust over de relatie met KLM over vluchten in het Caribisch Gebied en meerdere kleinere ondernemingen binnen de groep vallen uit elkaar en uiteindelijk is er geen vaste grond onder de voeten meer en Air Exel ging ten onder door het faillissement van de Exel Aviation Group en werd opgeheven in 2005.
Vrijwel alle toestellen vonden een nieuwe bestemming, met uitzondering van beide Brasilia's, die gesloopt werden op Maastricht Aachen Airport.

## Vloot
De vloot van Air Exel zag er in januari 2005 nog zo uit :
| Aantal | Type vliegtuig           |
| ------ | ------------------------ |
| 3      | ATR 42-320               |
| 1      | ATR 72-500               |
| 2      | Embraer EMB-120 Brasilia |
| 1      | Embraer ERJ-145 EU       |
| 1      | Embraer ERJ-145 MP       |

### Historische vloot
De voormalige vloot van Air Exel:
| Registratie | Type vliegtuig | Opmerkingen                             |
| ----------- | -------------- | --------------------------------------- |
| PH-XLC      | ATR 42-320     |                                         |
| PH-XLD      | ATR 42-320     |                                         |
| PH-XLE      | ATR 42-320     |                                         |
| PH-XLH      | ATR 72-201F    |                                         |
| PH-XLI      | ATR 42-320     |                                         |
| PH-XLK      | ATR 42-320     |                                         |
| PH-XLL      | ATR 42-320     |                                         |
| PH-XLM      | ATR 42-320     |                                         |
| PH-BRL      | EMB 120RT      |                                         |
| PH-XLA      | EMB 120RT      |                                         |
| PH-XLB      | EMB 120RT      | lag nog tot 2022 als wrak op Maastricht |
| PH-XLF      | EMB 120ER      |                                         |
| PH-XLG      | EMB 120RT      |                                         |
| PH-RXA      | E145MP         |                                         |
| PH-RXB      | E145MP         |                                         |
| PH-RXC      | E145LR         |                                         |

## Weblinks
- Air Exel (Archive)
- KLM Exel (Archive)
- een korte video over KLM Exel
- Afbeeldingen van brochures van KLM Exel